# Harnham
Harnham es un suburbio de la ciudad de Salisbury, en Wiltshire, Inglaterra, Reino Unido. Se encuentra aproximadamente a 1 km (0.6 millas) al sur de la Catedral de Salisbury, al otro lado del río Avon. Harnham está dividido en dos áreas: West Harnham y East Harnham.

## Historia

### Antigüedad
La zona ha estado habitada desde la Edad de Hierro. Un asentamiento está señalado en los mapas del Ordnance Survey bajo varias casas modernas en Harnwood Road/Old Blandford Road, una antigua calzada romana recta.

### Edad Media
Hasta la formación de los distritos urbanos y rurales en el siglo XIX, la zona pertenecía al Hundred de Cawdon y Cawsworth en Wiltshire.
El acceso por carretera a la ciudad mejoró en 1244 con la construcción del puente de Ayleswade, compuesto por dos secciones que cruzaban una isla en el río Avon. Esto permitió que el tráfico procedente del sur pasara por Harnham en lugar de seguir la antigua ruta al oeste a través de Wilton. El puente original aún existe, aunque está recubierto por una estructura exterior añadida en los siglos XVI o XVII.
El Hospital de San Nicolás, a veces descrito como ubicado en Harnham, fue construido antes que el puente, justo al norte de este. Aún se conservan partes de los antiguos hospitales medievales, incluidas dos capillas, y el sitio sigue proporcionando vivienda asistida para una comunidad cristiana.
Los señoríos de East y West Harnham aún pertenecían al Colegio de los Escolares del Valle, fundado en el siglo XIII junto al Hospital de San Nicolás, cuando fue disuelto en 1542. Al año siguiente, la Corona los vendió a Sir Michael Lister.

### Post Revolución Industrial
En 1848, Samuel Lewis  describió el asentamiento en un diccionario topográfico basado en parte en las estadísticas del censo de 1841:
- East Harnham, una subdivisión en la parroquia de Britford, unión de Alderbury, centena de Cawden y Cadworth, divisiones sur de Salisbury y Amesbury, en Wiltshire, a 1½ millas (SE por S) de la ciudad de Salisbury; con una población de 411 habitantes.

- West Harnham (San Jorge), una parroquia en la unión de Alderbury, centena de Cawden y Cadworth, divisiones sur de Salisbury y Amesbury, en Wiltshire, a 1½ millas (SO por O) de Salisbury; con una población de 256 habitantes. El beneficio eclesiástico está anexado a la vicaría de Coombe-Bisset; los diezmos fueron parcialmente canjeados por tierras y pagos monetarios según la Ley de Cercamiento de Odstock, etc. de 1783 (23 Geo. 3. c. 36 Pr.); el resto ha sido conmutado por un alquiler anual de £50.[10]

### Parroquias Civiles
East Harnham fue antiguamente una subdivisión dentro de la parroquia de Britford. Se convirtió en una parroquia eclesiástica en 1855 tras la apertura de la iglesia de Todos los Santos. East Harnham siguió formando parte de la parroquia civil de Britford hasta 1896, cuando se convirtió en una parroquia civil independiente. En 1904, la parroquia civil de East Harnham fue abolida. La mayor parte de su territorio, incluida la aldea en sí, fue incorporada dentro de los límites del municipio de Salisbury; las zonas más rurales del antiguo East Harnham se dividieron entre las parroquias vecinas de Britford y West Harnham.
Una parroquia civil de Harnham existió brevemente entre 1904 y 1905, abarcando las partes de East Harnham y Britford que habían sido transferidas al municipio de Salisbury en 1904. Al ser una parroquia urbana, no tenía un consejo parroquial y siempre fue administrada directamente por el ayuntamiento de la ciudad. En 1905, todas las parroquias urbanas dentro de Salisbury se unificaron en una sola parroquia llamada New Sarum.
West Harnham fue antiguamente una capellanía dentro de la parroquia de Coombe Bissett, pero desde una fecha temprana se trató como una parroquia civil separada. Su límite con la vecina Netherhampton, al oeste, seguía el trazado de una calzada romana. En 1927, la parte urbana de West Harnham fue transferida al municipio de Salisbury. La parte rural residual de la parroquia de West Harnham continuó existiendo hasta 1934, cuando fue abolida e incorporada a Netherhampton.

## Geografía

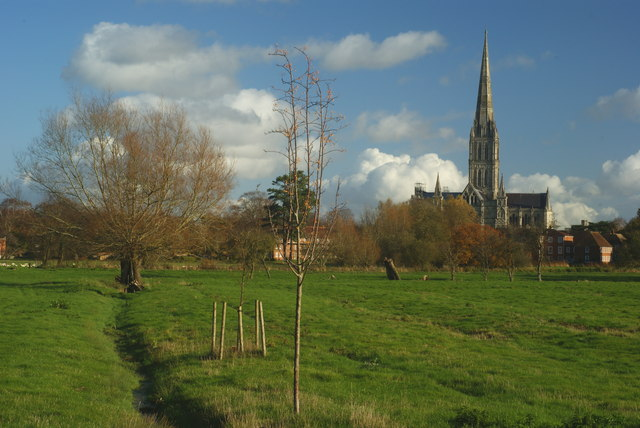
Parte baja de Harnham.

Harnham es un suburbio situado al suroeste de Salisbury y está conectado con la ciudad por carretera a través del Ayleswade Bridge en East Harnham, un puente originalmente construido sobre el río Avon en 1244, y a pie mediante el Town Path, que cruza el «paisaje histórico e importante» de los Harnham Water Meadows en West Harnham.
Los prados se extienden entre dos ramales del río Nadder y llegan hasta las afueras de la ciudad. Forman parte de un extenso sistema de irrigación de praderas flotantes, que data de mediados del siglo XVII. Actualmente designados como un sitio de especial interés científico bajo el nombre de East Harnham Meadows, estos terrenos todavía se utilizan para el pastoreo y fueron votados como la Mejor Vista de Gran Bretaña por la revista Country Life en 2002.[cita requerida] Los prados se hicieron famosos gracias a la pintura de John Constable Salisbury Cathedral – A View from the Water Meadow. La gestión de los prados está a cargo del Harnham Water Meadows Trust, que los posee en conjunto con el Deán y el Cabildo de la Catedral de Salisbury.
Vista de West Harnham hacia la Catedral de Salisbury desde Harnham Slope
En el siglo XIII, Salisbury ubicó su nueva catedral en la llanura fértil rodeada por el Avon y protegida por Harnham Hill, una escarpa de tiza que se eleva abruptamente hacia el sur. Harnham Slope es un área boscosa situada en la ladera norte de Harnham Hill, donde se encuentra la West Harnham Chalk Pit, un sitio geológico de especial interés científico que abarca 2,8 hectáreas (6,9 acres). La parte superior de la ladera está gestionada como un espacio público recreativo, desde cuyo punto más alto se pueden contemplar vistas panorámicas de Harnham y la ciudad, incluyendo la aguja de la catedral.
En 2012, Harnham era el suburbio de Salisbury con la mayor extensión de viviendas valoradas en más de £400,000.

### East Harnham
East Harnham se encuentra centrado en una rotonda muy transitada, a 0,8 millas al sur-suroeste del centro de Salisbury. La rotonda marca el inicio de la A3094 hacia Quidhampton y también es el punto de intersección de la A338 y la A354. Entre las atracciones de la zona se encuentran el Salisbury Lawn Tennis Club, los campos deportivos de la escuela Bishop Wordsworth's y el río Avon, que lo separa del resto de Salisbury. El suburbio está cerca del estacionamiento de Britford, desde donde los autobuses regulares de Salisbury Reds conectan el área con el centro de la ciudad.

### West Harnham
West Harnham es un suburbio exterior de Salisbury, atravesado por la A3054/Netherhampton Road, y se encuentra al noroeste de Old Blandford Road. En este suburbio se encuentran el polígono industrial de Harnham y los prados de agua. West Harnham fue incorporado a la ciudad después de East Harnham, ya que se encuentra más alejado del centro urbano.

## Gobierno
El primer nivel de gobierno local es el Salisbury City Council, establecido en 2009 tras la abolición del Salisbury District. Harnham está dividido en dos circunscripciones electorales para las elecciones locales: Harnham East (que abarca la mayor parte de East Harnham, así como The Close y The Friary) y Harnham West (que comprende West Harnham y parte de East Harnham). Cada una elige a un miembro del ayuntamiento unitario de Wiltshire Council y a tres concejales municipales.
Antes de la redistribución de distritos para las elecciones locales de 2021, el distrito electoral de Harnham solía cubrir la mayor parte del área y contaba con tres concejales, aunque las calles al norte de Netherhampton Road formaban parte del distrito de St Martin's & Cathedral. El distrito elegía a un concejal para el Wiltshire Council.

## Sitios religiosos

### Iglesia de Inglaterra
En 1881, la antigua iglesia de West Harnham, que anteriormente había sido una capellanía de Coombe Bissett, a dos millas al sur, se unió a la iglesia más reciente de East Harnham. Desde 1972, la parroquia lleva el nombre de St. George and All Saints Harnham, y ambas iglesias forman parte de la misma comunidad cristiana.

### San Jorge
Se tiene certeza de que la iglesia de West Harnham fue construida o reconstruida antes de 1115, año en el que el rey Enrique I firmó una carta otorgando ciertas iglesias a la Catedral de Salisbury, incluida la iglesia de Harnham. En el muro norte de la nave aún se conserva una puerta de mediados del siglo XII, y la pila bautismal también data de esa época. El presbiterio fue alargado y probablemente a principios del siglo XIV se construyó la Capilla de la Trinidad en el lado sur.
La iglesia de San Jorge fue remodelada alrededor del año 1300, y se estima que la capilla sur fue construida entre 1300 y 1330. La torre, en su mayoría del siglo XIX, probablemente se levantó en el emplazamiento de una torre anterior. La restauración fue llevada a cabo con esmero entre 1873 y 1874 por William Butterfield, un arquitecto que, en la década de 1850, diseñó la gran iglesia de Todos los Santos en Margaret Street, Londres, innovando con el uso de ladrillo y abundantes detalles policromados. La iglesia de San Jorge fue catalogada como edificio de Grado II en 1952.

### Todos los Santos
La pequeña iglesia de Todos los Santos en East Harnham fue diseñada por T.H. Wyatt y completada en 1854. La construcción fue financiada por Isabella Lear, viuda de Francis Lear, en memoria de su esposo, quien había sido Deán de Salisbury. Anteriormente parte de la parroquia de Britford, en 1855 se creó una nueva parroquia para Todos los Santos.

### Metodista
Una pequeña iglesia metodista fue construida en Saxon Road en 1952, cerró en la década de 1980 y posteriormente fue demolida.

## Edificios notables

### Puente de Ayleswade
El puente de 1244 sobre el río Avon está catalogado como Grado I.

### Mill House y Old Mill
Este edificio catalogado como Grado I, situado en la parte baja de West Harnham, data del siglo XII y conserva detalles en puertas y ventanas que datan de 1250. En el siglo XVI, el edificio fue reconvertido de su uso eclesiástico para albergar la primera fábrica de papel de Wiltshire, momento en el que el río Nadder fue desviado para fluir bajo su estructura.
A principios del siglo XX, la propiedad fue transformada en un club de campo por Mary Fox-Pitt, nuera de Augustus Pitt Rivers. Su ambiente fue elogiado por la escritora gastronómica Florence White, autora de «Good Things in England» (1932), quien cita al artista Augustus John diciendo:
«Es la mejor cocina de Inglaterra.»
Actualmente, el edificio funciona como hotel y el canal del antiguo molino aún puede verse desde su restaurante.

### Rose and Crown Terrace
Rose and Crown Terrace es el conjunto de edificios catalogados más grande de East Harnham; los números 53-61 están protegidos, y todos, excepto uno, tienen techos de paja. Su estilo es de la época de la regencia de principios del siglo XIX.

## Servicios
Dos escuelas comparten un mismo recinto:
- Harnham Infant School (para edades de 4 a 7 años).
- Harnham CofE Junior School (para edades de 7 a 11 años).

Hay senderos junto al río, un club de tenis sobre césped y campos deportivos utilizados por equipos locales de críquet y fútbol.
La zona cuenta con varios hoteles y bed & breakfasts, lo que la hace popular tanto entre visitantes del Reino Unido como del extranjero. Además del Old Mill, los pubs locales incluyen The Rose and Crown (hotel) y The Grey Fisher.
El Harnham Social Club está situado junto al campo de fútbol, debajo de Harnham Slope, y hay salones comunitarios cerca de ambas iglesias parroquiales.